# Järnspat
Järnspat eller siderit, FeCO3, är ett karbonatmineral som innehåller järn, och är ett av de viktigaste järnmalmsmineralen. 
Järnspatstenen är en grov- eller finkornig hopgyttring av järnspat med gulvit, grå eller gulbrun färg, som i luft vanligen blir brun eller svart. I rent tillstånd består järnspaten av järnkarbonat med 48,2 % järn, men den innehåller oftast dessutom mangan, kalcium och magnesium som substituerar järn.  Densiteten är 3,7–3,9 g/cm3 och hårdheten enligt Mohs cirka 4. Kristallformen är densamma som för kalcit.
I rent ovittrat tillstånd är mineralet färglöst, men ombildas lätt till hydrat, varvid det färgas brunt och efter hand övergår till brunjärnsten (limonit).

## Förekomst
Primärt bildas järnspat under reducerande villkor (närvaro av organiskt material) i havssediment i grunda vikar. Sådan sideritmalm består av långsmala korn (ooliter) som är hopsintrade.
I form av kristaller förekommer järnspat ofta i malmgångar, ofta tillsammans med kryolit som vid Ivigtut på västra Grönland. Den bildar där också aggregat av druv- eller njurform, sfärosiderit. Ibland är den förorenad av lera, lerig sfärosiderit eller lerig siderit, som ofta förekommer i stenkols- eller brunkolsformationer. Ibland är den svart av inblandat kol och kallas då koljärnsten eller blackband.
Där järnspat förekommer i mängd  (t.ex. Steiermark, Österrike och Midlands, England) är den en betydande järnmalm. Den är värdefull genom att den ofta är fri från svavel och fosfor. I Skandinavien är förekomsten av egentlig järnspat obetydlig men i ett NV–SÖ stråk i Skåne, bland annat genom Fyledalen, finns siderit med stor mäktighet men med låg koncetration.

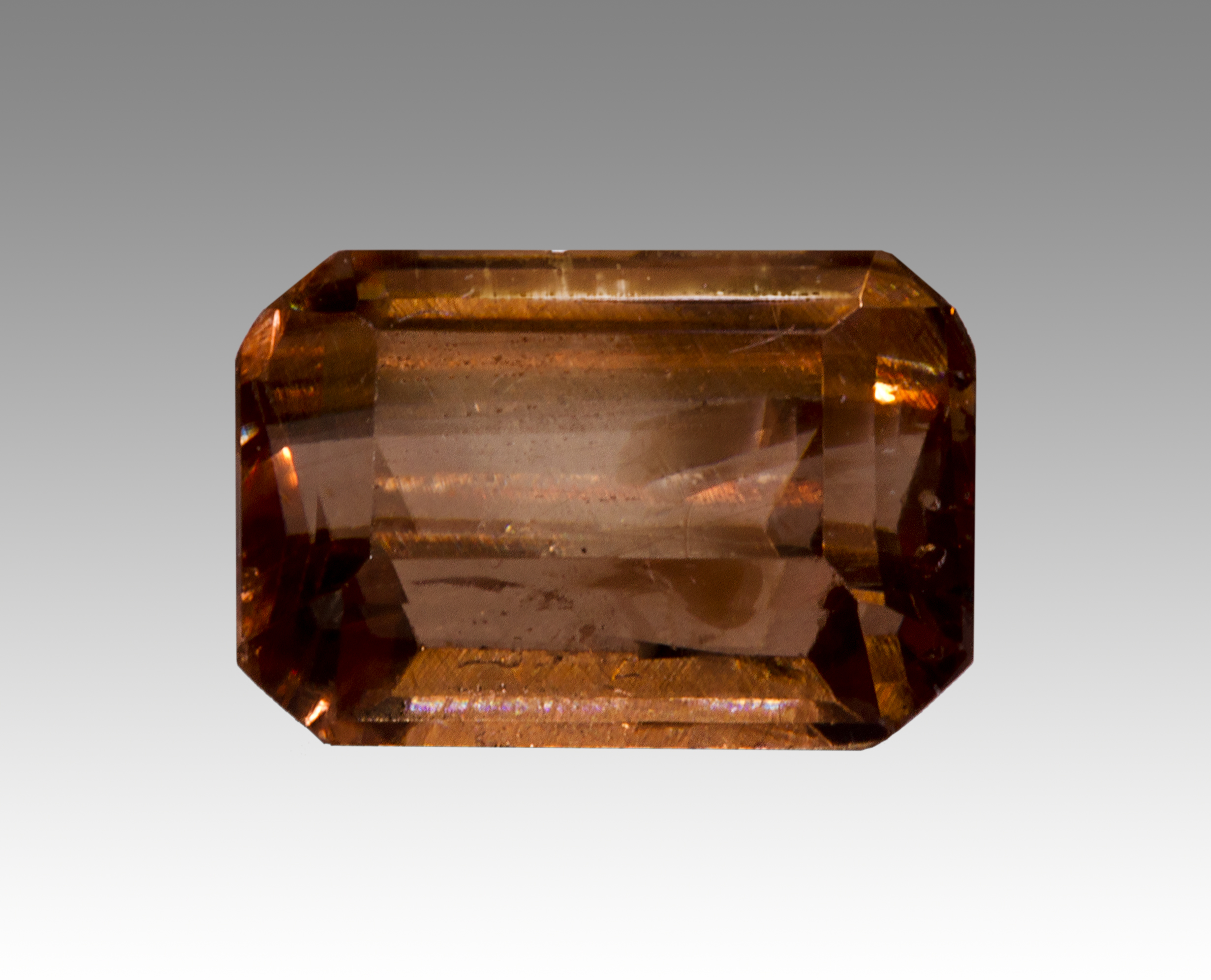
Facettslipad siderit